# 良宵
《良宵》原名《除夜小唱》，二胡獨奏曲，劉天華所作，創作於1928年1月22日，即農曆丁卯年的除夕夜。該日劉天華的學生到他家過年，談笑風生，受到年節氛圍的感染，即興拉絃作曲而成。表達了作者溫暖而活潑的暢快心情。

## 其他
該曲於1993年獲中華民族文化促進會“華人20世紀音樂經典作品獎”。
《良宵》是中國首顆探月衛星嫦娥一號30首太空播放曲目之一。